# Saab 18
SAAB 18 là một loại máy bay ném bom và trinh sát hai động cơ, được thiết kế chế tạo cho Không quân Thụy Điển bởi hãng Svenska Aeroplan AB (SAAB).

## Biến thể

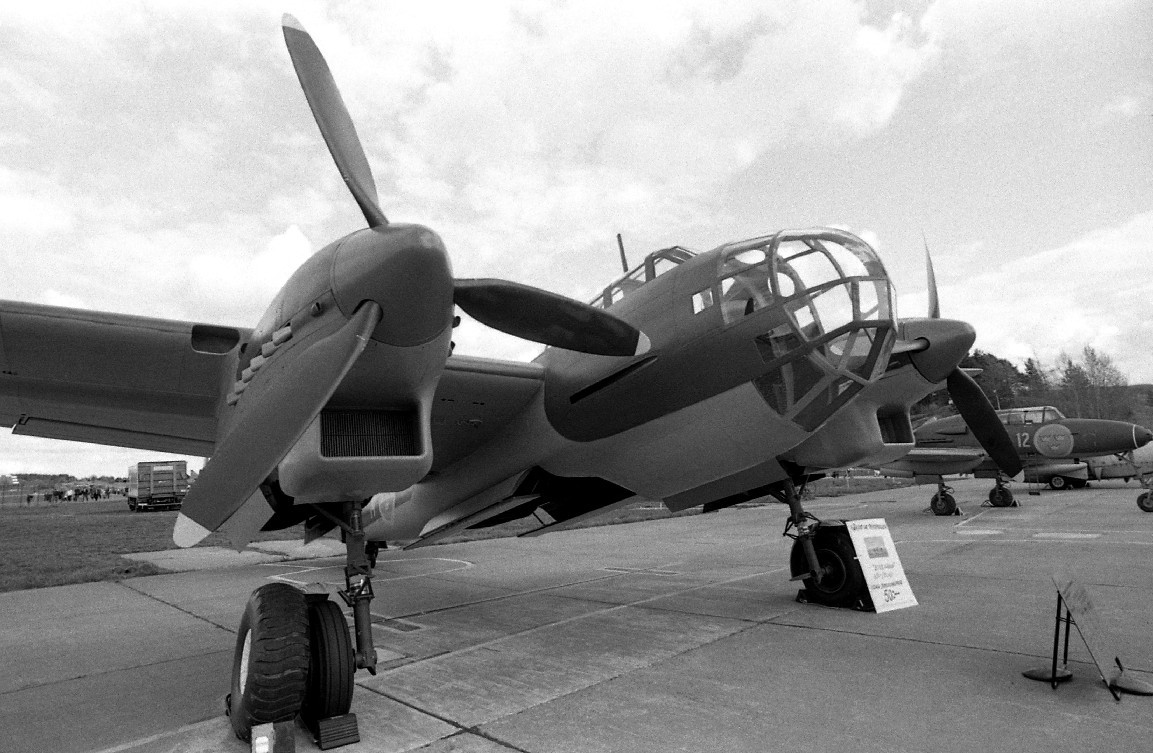
SAAB B 18B.

Saab 18A
B 18A
S 18A
Saab 18B
B 18B
T 18B

## Quốc gia sử dụng
Thụy Điển
- Không quân Thụy Điển

## Tính năng kỹ chiến thuật (B 18B)
Dữ liệu lấy từ 
Đặc tính tổng quan
- Kíp lái: 3
- Chiều dài: 13,23 m (43 ft 5 in)
- Sải cánh: 17 m (55 ft 9 in)
- Chiều cao: 4,35 m (14 ft 3 in)
- Diện tích cánh: 43,75 m2 (470,9 foot vuông)
- Trọng lượng rỗng: 6.100 kg (13.448 lb)
- Trọng lượng cất cánh tối đa: 8.800 kg (19.401 lb)
- Sức chứa nhiên liệu: 1.700 lít (370 gal Anh; 450 gal Mỹ)
- Động cơ: 2 × Daimler-Benz DB 605 , 1.100 kW (1.475 hp)  mỗi chiếc

Hiệu suất bay
- Vận tốc cực đại: 575 km/h (357 mph; 310 kn)
- Tầm bay: 2.600 km (1.616 mi; 1.404 nmi)
- Trần bay: 9.800 m (32.152 ft)

Vũ khí trang bị

- Súng: 1 súng máy 7,92mm; 2 súng máy 13,2mm.
- Rocket: 8 rocket không đối đất
- Bom: 1.500 kilôgam (3.300 lb)